# Jämtlands Bryggeri
Jämtlands Bryggeri (Jämtlands Brouwerij) is een Zweedse microbrouwerij te Pilgrimstad, Jämtlands län.

## Geschiedenis
De brouwerij werd opgericht in 1995 door de Britse immigrant David Jones. De brouwactiviteiten gingen in januari 1996 van start. Het eerste bier was Jämlands President en daarna werd een groot aantal nieuwe bieren ontwikkeld. Het assortiment telt momenteel een tiental vaste bieren en enkele seizoensbieren. De bieren zijn allen ongefilterd en worden niet gepasteuriseerd. Jämlands won 64 gouden, 35 zilveren en 23 bronzen medailles op het Stockholm Beer & Whisky Festival (stand: 2009)

## Bieren

### Vast assortiment
- Bärnsten, pilsener, 4,5%
- Baltic Stout Imperial – Baltische stout, 7%
- Heaven, schwarzbier, 5%
- Hell, Premium lager, 5,1%
- India Pale Ale, IPA, 5,5%
- Oatmeal porter, Porter, 4,8%
- Postiljon, pale ale, 5,8%
- Pilgrim, pale ale, 4,5%
- President, pilsener, 5,2%
- Steamer, stoombier, 3,5% & 5%

### Seizoensbieren
- Julöl, kerstbier, 6,5%
- Påsköl, paasbier, 6%

### Uit het assortiment
- Anniversary Ale - English strong ale
- Bärsärk Strong Ale - Ale
- Bière De Printemps – Fruitbier
- Fallen Angel, premium bitter
- Hummel Extrême - Pale lager
- Mellan Lager - Pale lager
- Oatmeal Bitter, premium bitter
- Pilgrimstad Mammut - Oktoberfest/Märzen
- Serbian Crown - Pale lager
- Strong Ale - Ale
- Tiotaggare, strong ale
- Valborg Vårbrygd - Pale lager
- Weiss-President - Hefeweizen
- Äppelweisen - Fruitbier